# 에드게콤베산
에드게콤베산(Mount Edgecombe)은 남아프리카 공화국 콰줄루나탈주에 있는 마을로, 더반 바로 북쪽에 위치하며 대더반 광역권인 이테쿠이니의 일부를 이룬다. 교외 지역의 상당 부분은 리조트, 골프장, 양로원으로 구성된 게이티드 커뮤니티로 둘러싸여 있다. 이전에는 사탕수수 재배 지역이었다. 인구는 2001년 3,874명에서 2011년 7,323명으로 89% 증가했다. 그 이름은 잉글랜드 콘월주에 있는 마운트 에지컴 가문 백작의 본거지인 마운트 에지컴 하우스에서 유래했다.

## 지리
마운트 에지콤은 해안 휴양지인 움흘랑가 록스에서 내륙으로 약 4 킬로미터 (2.5 mi), 더반 중심 업무 지구에서 북동쪽으로 약 14 킬로미터 (8.7 mi) 떨어진 언덕 지역에 위치한다. 동쪽으로는 N2에, 북쪽으로는 M41에, 서쪽으로는 R102에 접해 있으며, 동쪽으로는 움흘랑가와 서쪽으로는 피닉스와 이웃한다. 이 지역은 마운트 에지콤 컨트리 클럽 단지, 서쪽의 산업 지역, 북쪽의 소매 지구의 세 가지 구역으로 나뉜다.

## 문화 및 현대 생활 양식
마운트 에지콤 컨트리 클럽 단지는 오랫동안 대더반 광역권에서 가장 비싼 단지로 명성을 유지해왔으며, 각각 자체 챔피언십 골프장을 포함하는 1번과 2번의 두 개의 작은 골프 단지로 구성되어 있다.

## 경제

### 설탕
역사적으로 주요 사탕수수 재배 지역이었던 마운트 에지콤은 현재 남아프리카 공화국 설탕 산업의 중심지이다. 이곳에는 남아프리카 설탕 연구소와 남아프리카 설탕 협회의 본부가 있다.
주변 농지의 대부분은 개발되었지만, 마운트 에지콤은 여전히 북쪽으로 광대한 사탕수수 농장과 접해 있어 교외 개발에서 농촌 지역으로의 변화를 보여준다.

### 산업
마운트 에지콤은 대더반 광역권의 작은 산업 중심지로, 주로 하드웨어 및 물류와 같은 경공업을 유치하고 있으며, 프리덤 스테이셔너리(Freedom Stationery)의 본사 및 유통 센터와 스파 (부패하기 쉬운 상품)의 지역 유통 센터가 포함된다.

### 소매
주로 주거 지역이지만, 마운트 에지콤은 플랜더스 드라이브(Flanders Drive)를 따라 플랜더스 부티크 몰(Flanders Boutique Mall)과 다양한 자동차 및 기술 사업체를 특징으로 하는 소매 지구도 자랑한다. 주요 랜드마크는 2017년 9월 27일에 개장한 65,000-제곱미터 (700,000 ft2) 규모의 쇼핑 센터인 코누비아 몰(Cornubia Mall)로, 통가트 훌렛이 이전 사탕수수 토지에 개발한 계획된 스마트 시티인 코누비아 시티의 일부이다.

## 기반 시설

### 의료
마운트 에지콤은 라이프 헬스케어 그룹이 소유한 사설 시설인 라이프 마운트 에지콤 병원(Life Mount Edgecombe Hospital)에서 서비스를 제공받는다. 피닉스에 속하는 로크포드(Rockford) 교외에 위치한 이 병원은 피닉스와 마운트 에지콤의 경계에 있다.

### 철도
마운트 에지콤은 노스 코스트 선(North Coast Line)에 위치한 마운트 에지콤 역(Mount Edgecombe Railway Station)이 서비스를 제공하며, 이 노선은 더반 (via 피닉스)과 콰두쿠자 (via 베룰람) 사이를 운행하며 메트로레일이 운영한다.

### 도로
N2 외곽 순환 도로는 남북 고속도로로, 마운트 에지콤을 남쪽의 더반과 북쪽의 킹 샤카 국제공항 및 콰두쿠자와 연결하며, M41은 동서 고속도로로, 마운트 에지콤을 동쪽의 움흘랑가와 연결한다.
R102는 베룰람과 더반을 연결하는 남북 지역 도로로, 노스 코스트 도로(North Coast Road)로서 마운트 에지콤 서쪽을 우회한다. M26은 피닉스 고속도로(Phoenix Highway)로서 마운트 에지콤과 피닉스를 연결하는 동서 광역 도로이다.

#### 개발

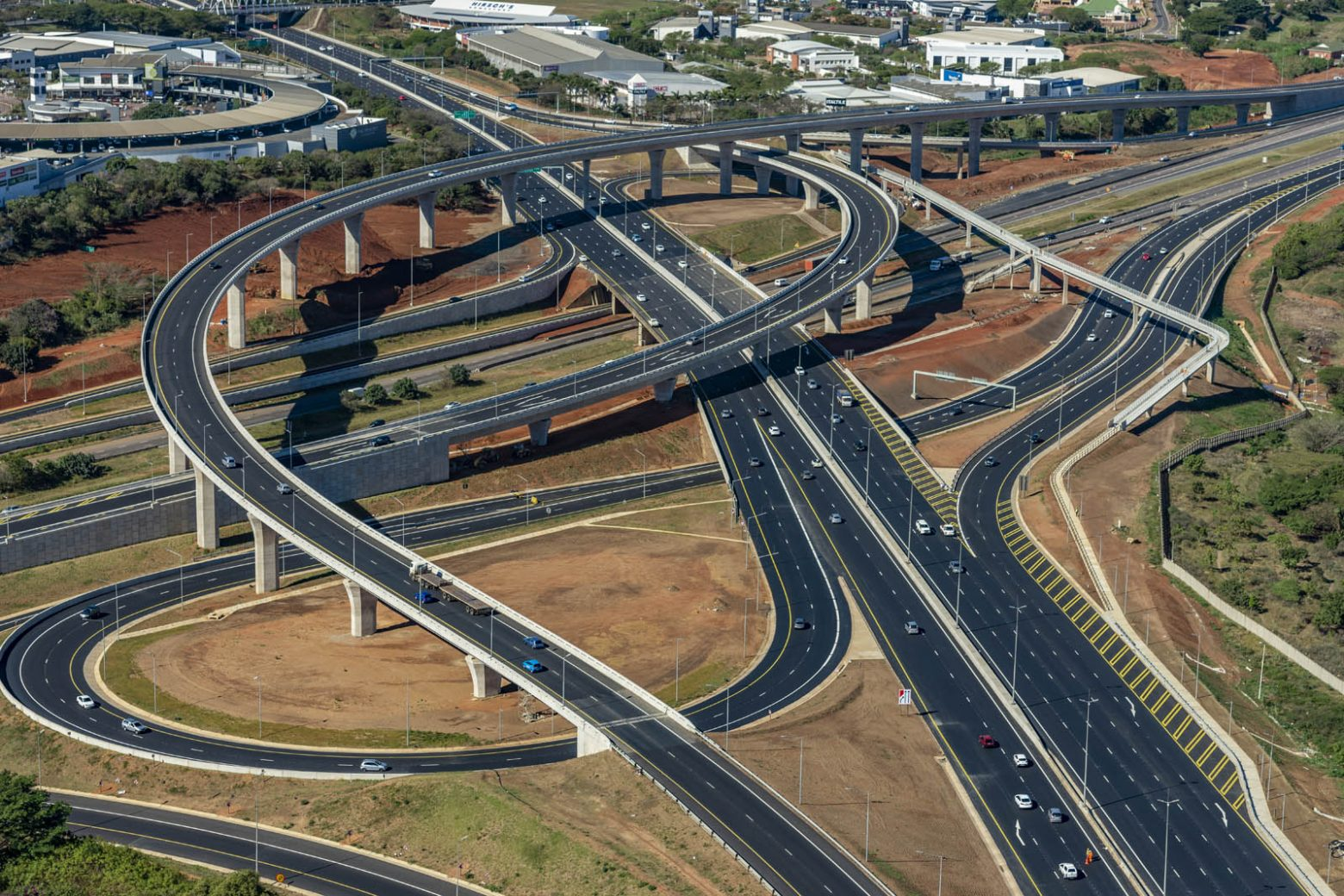
새롭게 개선된 마운트 에지콤 인터체인지

2018년 10월에 최근 개선된 마운트 에지콤 인터체인지는 N2와 M41 고속도로 사이를 연결하는 역할을 한다. 이 인터체인지는 마운트 에지콤의 주요 랜드마크가 되었는데, 특히 그 플라이오버 중 하나는 남아프리카 공화국에서 가장 긴 점진적 가설 교량으로, 948미터에 달한다.

## 같이 보기
- 일로보 슈가